# Toshihiro Matsushita
Toshihiro Matsushita (松下 年宏 Matsushita Toshihiro?, Kagoshima, 17 de octubre de 1983) es un exfutbolista japonés que jugaba como centrocampista.

## Trayectoria

### Clubes
| Club                    | País  | Año       |
| ----------------------- | ----- | --------- |
| Gamba Osaka             | Japón | 2002-2006 |
| Albirex Niigata         | Japón | 2006-2009 |
| F. C. Tokyo             | Japón | 2010-2011 |
| Vegalta Sendai (cedido) | Japón | 2011      |
| Vegalta Sendai          | Japón | 2012-2013 |
| Yokohama FC             | Japón | 2014-2016 |
| Kagoshima United FC     | Japón | 2017-2018 |

## Palmarés

### Títulos nacionales
| Título    | Club        | País  | Año  |
| --------- | ----------- | ----- | ---- |
| J1 League | Gamba Osaka | Japón | 2005 |